# Литл Джо-5B
Литл Джо-5B — беспилотный запуск ракеты-носителя Литл Джо-1 для отработки системы аварийного спасения (САС) космического корабля «Меркурий», проводимого в США как часть космической программы Меркурий. Миссия использовала космический корабль «Меркурий» № 14 А. Старт был произведён 28 апреля 1961 года, с острова Уоллопс у побережья штата Виргиния.

## Старт
Целью полета было тестовое испытание корабля при максимальном аэродинамическом напоре, чтобы проверить свойства космического корабля Меркурий.
Спутник Литл Джо-5B достиг в апогее 4,5 км и улетел на 14 км от места старта. Миссия продлилась 5 минут 25 секунд. Максимальная скорость была 2 865 км/ч, а ускорение составляло 98 м/с ². После приземления космического корабля Меркурий № 14 А, полет был признан успешным.
Миссия была повторением старта Литл Джо-5A. В то время как успешно проходили тесты ракеты-носителя, у спутника встречалось всё меньше конструктивных проблем.

## В настоящее время
Космический корабль «Меркурий» № 14 А, используемый в полете Литл Джо-5B, в настоящее время экспонируется в Космическом центре в Хэмптоне, Вирджиния.